# Aljona Igorevna Zavarzina
Aljona Igorevna Zavarzina (orosz írással: Алёна Игоревна Заварзина; Novoszibirszk, 1989. május 27. –) orosz hódeszkás. A 2010-es vancouveri téli olimpián tagja volt az orosz csapatnak, ahol a parallel giant slalomban 17. lett. A 2011-es hódeszka-világbajnokságon aranyérmet szerzett a parallel giant slalom versenyszámban.
A 2014-es téli olimpián parallel giant slalomban bronzérmet szerzett.